# Explorer 20
Explorer 20, auch als IE-A bezeichnet, war ein Satellit der USA, der am 25. August 1964 im Rahmen des Explorer-Programms erfolgreich gestartet wurde.

## Start
Der Satellit wurde am 25. August 1964 auf einer Scout-Trägerrakete von der Vandenberg Air Force Base in einen niedrigen Erdorbit gebracht.

## Mission
Missionsziele von Explorer 20 waren die Messung der Elektronenverbreitung, der Ionendichte und deren Temperatur sowie die Untersuchung von kosmischen Geräuschquellen im Bereich zwischen zwei und sieben MHz.
Als Messinstrumente wurden mitgeführt:
- eine Ionensonde für die Höhen zwischen 300 und 1000 km
- ein Spektrometer zur Untersuchung der Ionen
- ein Receiver zur Untersuchung der Geräuschquellen

Da kein Aufnahmegerät mitgeführt wurde, konnten die Daten nur im Nahbereich an Telemetrie-Stationen übermittelt werden. Diese Stationen befanden sich auf Hawaii, in Großbritannien, Singapur, Afrika und Australien. Trotz Schwierigkeiten durch Interferenzen konnten die Experimente 16 Monate lang durchgeführt werden.

## Verbleib des Satelliten
Nachdem der Satellit ab dem 20. Dezember 1965 nicht mehr auf Funkbefehle reagierte, verblieb er im Erdorbit.